# Buna (Texas)
Buna és una concentració de població designada pel cens dels Estats Units a l'estat de Texas. Segons el cens del 2000 tenia 2.269 habitants.

## Demografia
Segons el cens del 2000, Buna tenia 2.269 habitants, 865 habitatges, i 626 famílies. La densitat de població era de 147,2 habitants per km².
Dels 1 habitatges en un 35,3% hi vivien nens de menys de 18 anys, en un 58,4% hi vivien parelles casades, en un 11,6% dones solteres, i en un 27,6% no eren unitats familiars. En el 25,7% dels habitatges hi vivien persones soles l'11,1% de les quals corresponia a persones de 65 anys o més que vivien soles. El nombre mitjà de persones vivint en cada habitatge era de 2,57 i el nombre mitjà de persones que vivien en cada família era de 999.
Per edats la població es repartia de la següent manera: un 26,3% tenia menys de 18 anys, un 10% entre 18 i 24, un 26,8% entre 25 i 44, un 23% de 45 a 60 i un 13,9% 65 anys o més.
L'edat mediana era de 36 anys. Per cada 100 dones de 18 o més anys hi havia 86,1 homes.
La renda mediana per habitatge era de 29.611 $ i la renda mediana per família de 33.952 $. Els homes tenien una renda mediana de 29.766 $ mentre que les dones 20.848 $. La renda per capita de la població era de 13.999 $. Aproximadament el 10,2% de les famílies i l'11,9% de la població estaven per davall del llindar de pobresa.

## Poblacions més properes
El següent diagrama mostra les poblacions més properes.